# Drum național 5B
Der Drum național 5B (rumänisch für „Nationalstraße 5B“, kurz DN5B) ist eine Hauptstraße in Rumänien.

## Verlauf
Die Straße in der Großen Walachei zweigt in Giurgiu vom Drum național 5C in generell nordnordwestlicher Richtung ab und verläuft durch die Walachische Tiefebene nach Ghimpați, wo sie auf den Drum național 6 (Europastraße 70) trifft und an diesem endet. Ihre nördliche Fortsetzung bildet der Drum național 61.
Die Länge der Straße beträgt rund 39 Kilometer.